# Ued

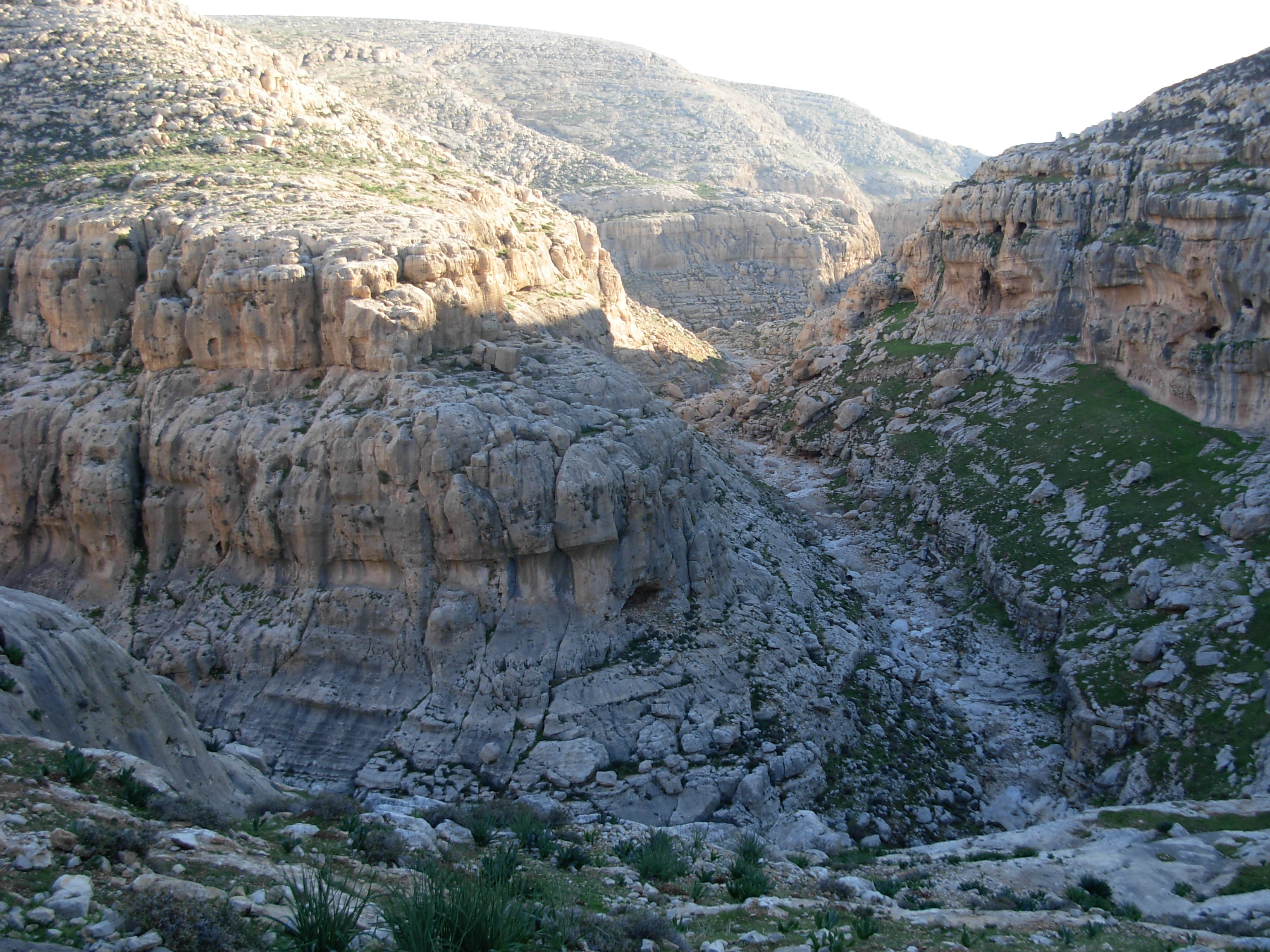
Uedul Qelt în Teritoriile Palestiniene

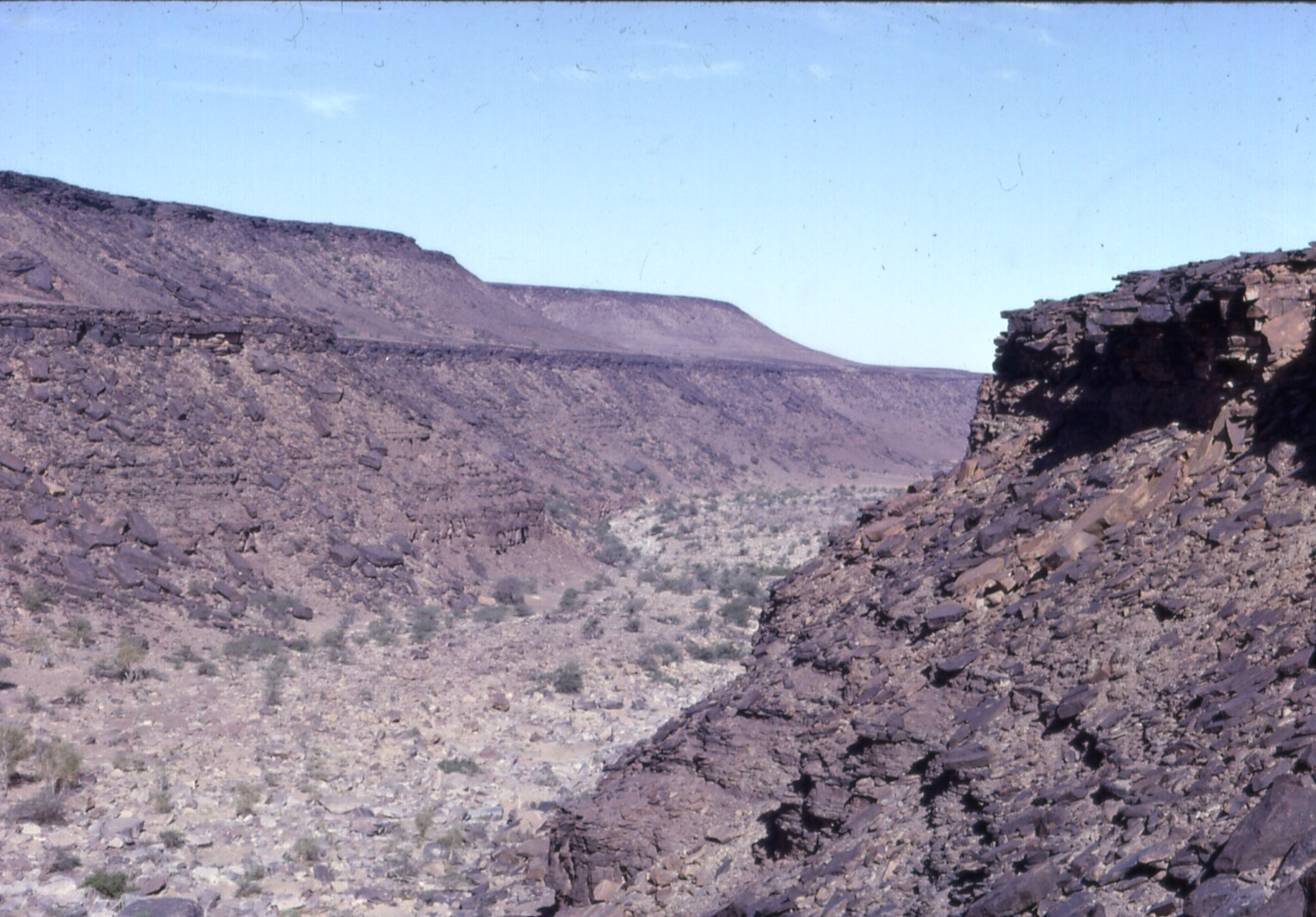
Uedul Melhah în Mauritania

Termenul ued (substantiv neutru cu pluralul ueduri) este de origine arabă (wadi, وادي) și desemnează valea și albia temporar secată a unui râu sau pârâu din zonele aride ale Africii de nord, Orientului Mijlociu și ale Peninsulei Iberice. Uedurile duc apă doar temporar după ploi torențiale.
Uedurile sunt deseori asociate cu așezări umane datorită prezenței apei subterane în albie. Această asociere se reflectă în numeroase nume de localități, ca, de exemplu, Wadi Halfa în Sudan.

## Alte denumiri
În sud-vestul Africii asemenea văi uscate se numesc riviere, în Australia creek, în America de Sud și sudul Americii de Nord arroyo și în Spania barranco. Termenul ebraic nahal (נחל) și termenul hindi/urdu nala sunt sinonime cu wadi în înțeles și uz.
Unele nume de locații din Spania sunt toponime derivate din araba andaluză unde wādī a fost folosit pentru a desemna un râu permanent, de exemplu Guadalajara din wādī al-hidjārah („râu al pietrelor”), sau Guadalquivir din al-wādī al-kabīr („râul cel mare”).

## Efectehidrologice
Din cauza creșterii bruște a torenților violenți, care pot atinge chiar mai mulți metri adâncime în unele cazuri, prezența într-un ued după ploi însemnă pericol de moarte. În fiecare an în lume sunt recenzate numeroase cazuri de înec ale unor persoane ce traversau un ued secat - chiar și în deșert. În unele cazuri uedurile se alimentează din munți îndepărtați, astfel încât absența apei la fața locului nu e o garanție de siguranță. Un alt aspect care poate provoca accidente este obișnuința care duce la neglijență: în unele zone de deșert uedurile pot fi secate timp de ani de zile pînă la apariția unei ploi în zonă. Atunci însă, torenții care coboară pe albie duc cu sine tot ce găsesc în cale. Au fost și cazuri în care hoteluri amplasate imprudent au fost darâmate de apă.

## Sedimentare

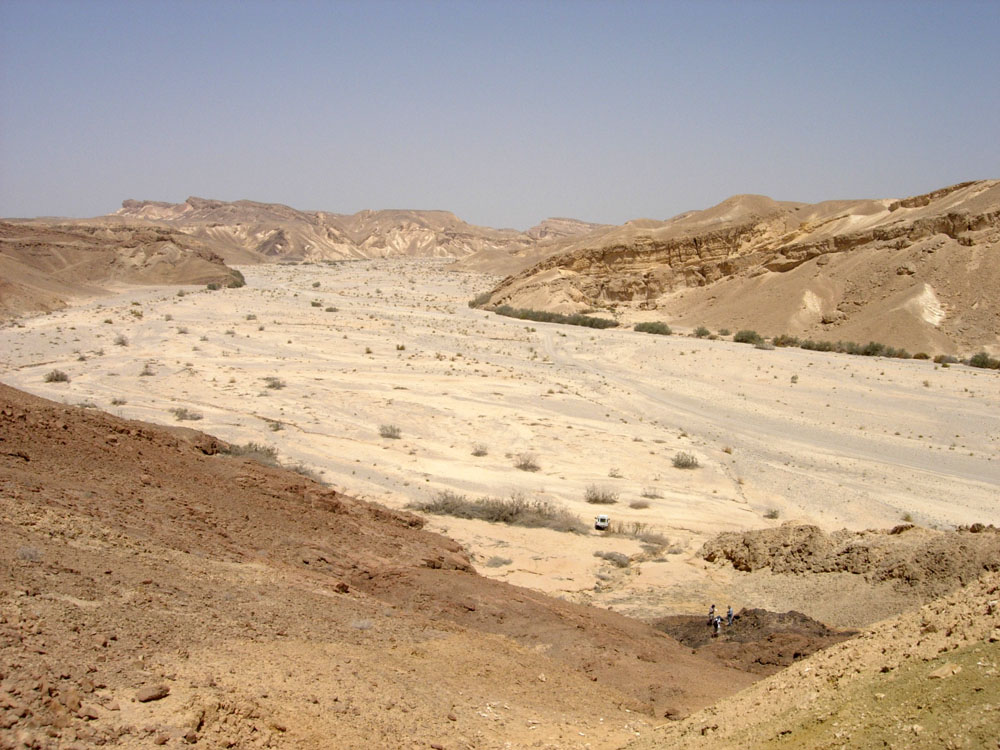
Ued în Nachal Paran, deşertul Negev, Israel

Depozitările de sedimente într-un ued cresc rapid, pe de o parte datorită eroziunii accentuate a flancurilor (favorizată de factori cum ar fi solul poros, absența de vegetație, viteza și debitul apei), iar pe de altă parte datorită pierderii bruște a vitezei apei care se infiltrează în sedimentul poros. Depozitele în albia unui ued sunt așadar, în cele mai multe cazuri, nisipuri și pietrișuri amestecate. Deseori aceste sedimentări sunt ulterior supuse unor procese eoliene.
În timp, sedimetările dintr-un ued pot deveni „ueduri inverse”, unde depozitele au umplut treptat albia și au fost fixate de vegetație atrasă de apa subterană. Asemenea ueduri inverse pot aparea ca niște coame întinse în zone de deșert.